# سیسیلیا مارکوس
سیسیلیا مارکوس (انگلیسی: Cecilia Marcos؛ زادهٔ ۳ نوامبر ۲۰۰۱) بازیکن فوتبال اهل اسپانیا است.